# Душићи
Душићи је насеље у општини Тузи у Црној Гори. Према попису из 2003. било је 212 становника (према попису из 1991. било је 314 становника).

## Демографија
У насељу Душићи живи 135 пунолетних становника, а просечна старост становништва износи 34,1 година (33,6 код мушкараца и 34,5 код жена). У насељу има 41 домаћинство, а просечан број чланова по домаћинству је 5,17.
Ово насеље је углавном насељено Албанцима (према попису из 2003. године), а у последња три пописа, примећен је пад у броју становника.
|  |

| Демографија | Демографија | Демографија |
| Година      | Становника  | Становника  |
| ----------- | ----------- | ----------- |
|             |             |             |
|             |             |             |
|             |             |             |
|             |             |             |
| 1948.       | 183         |             |
| 1953.       | 277         |             |
| 1961.       | 219         |             |
| 1971.       | 497         |             |
| 1981.       | 432         |             |
| 1991.       | 314         | 181         |
| 2003.       | 422         | 212         |
|             |             |             |

| Етнички састав према попису из 2003.‍ | Етнички састав према попису из 2003.‍ | Етнички састав према попису из 2003.‍ | Етнички састав према попису из 2003.‍ | Етнички састав према попису из 2003.‍ |
| ------------------------------------ | ------------------------------------ | ------------------------------------ | ------------------------------------ | ------------------------------------ |
|                                      |                                      |                                      |                                      |                                      |
| Албанци                              | Албанци                              |                                      | 187                                  | 88,20%                               |
| Црногорци                            | Црногорци                            |                                      | 16                                   | 7,54%                                |
| Срби                                 | Срби                                 |                                      | 2                                    | 0,94%                                |
| Муслимани                            | Муслимани                            |                                      | 1                                    | 0,47%                                |
| непознато                            | непознато                            |                                      | 2                                    | 0,94%                                |

| Година пописа     | 1948. | 1953. | 1961. | 1971. | 1981. | 1991. | 2003. |
| ----------------- | ----- | ----- | ----- | ----- | ----- | ----- | ----- |
| Број домаћинстава | 34    | 36    | 34    | 74    | 54    | 39    | 43    |

| Број чланова      | 1  | 2 | 3 | 4 | 5 | 6  | 7 | 8 | 9 | 10 и више | Просек |
| ----------------- | -- | - | - | - | - | -- | - | - | - | --------- | ------ |
| Број домаћинстава | 41 | 3 | 5 | 3 | 4 | 10 | 4 | 4 | 4 | 2         | 2      |

| Пол    | Укупно | Неожењен/Неудата | Ожењен/Удата | Удовац/Удовица | Разведен/Разведена | Непознато |
| ------ | ------ | ---------------- | ------------ | -------------- | ------------------ | --------- |
| Мушки  | 78     | 25               | 50           | 3              | 0                  | 0         |
| Женски | 75     | 13               | 53           | 8              | 1                  | 0         |
| УКУПНО | 153    | 38               | 103          | 11             | 1                  | 0         |

| Пол    | Укупно                    | Пољопривреда, лов и шумарство | Рибарство                            | Вађење руде и камена | Прерађивачка индустрија       |
| ------ | ------------------------- | ----------------------------- | ------------------------------------ | -------------------- | ----------------------------- |
| Мушки  | 38                        | 23                            | 0                                    | 0                    | 1                             |
| Женски | 8                         | 5                             | 0                                    | 0                    | 1                             |
| УКУПНО | 46                        | 28                            | 0                                    | 0                    | 2                             |
| Пол    | Производња и снабдевање   | Грађевинарство                | Трговина                             | Хотели и ресторани   | Саобраћај, складиштење и везе |
| Мушки  | 0                         | 0                             | 3                                    | 1                    | 1                             |
| Женски | 0                         | 0                             | 1                                    | 0                    | 0                             |
| УКУПНО | 0                         | 0                             | 4                                    | 1                    | 1                             |
| Пол    | Финансијско посредовање   | Некретнине                    | Државна управа и одбрана             | Образовање           | Здравствени и социјални рад   |
| Мушки  | 0                         | 1                             | 3                                    | 1                    | 0                             |
| Женски | 0                         | 0                             | 0                                    | 0                    | 0                             |
| УКУПНО | 0                         | 1                             | 3                                    | 1                    | 0                             |
| Пол    | Остале услужне активности | Приватна домаћинства          | Екстериторијалне организације и тела | Непознато            | Непознато                     |
| Мушки  | 2                         | 0                             | 1                                    | 1                    | 1                             |
| Женски | 1                         | 0                             | 0                                    | 0                    | 0                             |
| УКУПНО | 3                         | 0                             | 1                                    | 1                    | 1                             |